# Triacastela
Triacastela est une commune galicienne (concello) de la comarque de Sarria, dans la province de Lugo, communauté autonome de Galice, au nord-ouest de l'Espagne. C'est aussi le nom du chef-lieu et d'une des huit parroquias de ce concello.
Le territoire de ce concello abrite la grotte Eirós où ont été trouvés des restes de Homo neanderthalensis et Homo sapiens.
Ce concello est traversé par le Camino francés du Pèlerinage de Saint-Jacques-de-Compostelle, qui passe successivement par ses localités de O Biduedo, As Pasantes, Ramil et par son chef-lieu Triacastela, puis par A Balsa si on choisit une variante nord.

## Divisions administratives
Le municipio de Triacastela recouvre les parroquias et localités de :
- San Breixo da Balsa, avec ses localités de A Balsa, San Breixo, San Pedro do Ermo ;
- San Cristovo de Cancelo avec ses localités de Cancelo, Folgueiras, Tras do Castro ;
- Santo Isidro de Lamas do Biduedo avec ses localités de O Biduedo, A Lagúa, Lamas, Meizarán ;
- Santa María do Monte avec sa localité de O Monte ;
- Santalla de Alfoz avec ses localités de Arxileiro, Lagares, Santalla ;
- San Salvador de Toldaos avec ses localités de As Encrucilladas, Fompernal, O Furco, San Salvador, Toldaos, Vilarce ;
- Santiago de Triacastela avec ses localités de As Pasantes, Queixadoiro, Ramil, Triacastela (chef-lieu)
- Santa María de Vilavella avec ses localités de O Castiñeiro, Filloval, O Teixo, Vilar, Vilavella.

## Patrimoine et culture

### Pèlerinage de Compostelle

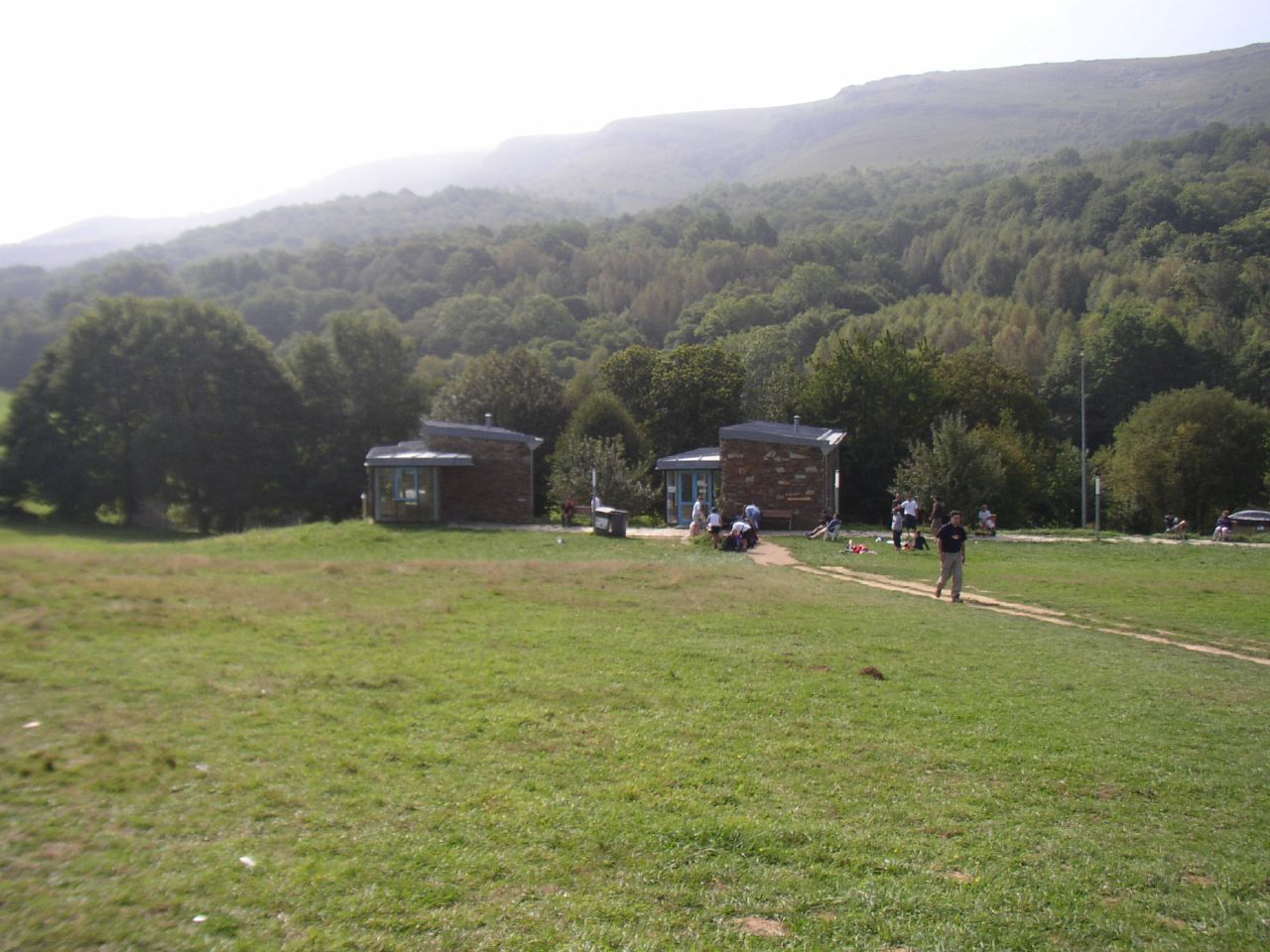
Albergue de Peregrinos à Triacastela.

Par le Camino francés du Pèlerinage de Saint-Jacques-de-Compostelle, le chemin vient du concello de Pedrafita do Cebreiro, en passant par ses localités et sites d'O Cebreiro, de Liñares, d'Alto de San Roque (1 270 m), d'Hospital da Condesa, d'Alto do Poio (1 337 m) et de Fonfría do Camiño.
Dans ce concello de Triacastela, le chemin passe successivement par les localités et sites d'O Biduedo, de Fillobal, d'As Pasantes, de Ramil et enfin par le chef-lieu : Triacastela.
Pour rejoindre Sarria, le chemin propose deux voies : soit par Samos ; soit par San Gil.
Par l'option de Samos, le prochain concello traversé est Samos, en passant par ses localités et sites de San Cristovo do Real, Renche, San Martíno do Real, son chef-lieu Samos, puis Teiguín et enfin Aián.

### Patrimoine civil et naturel

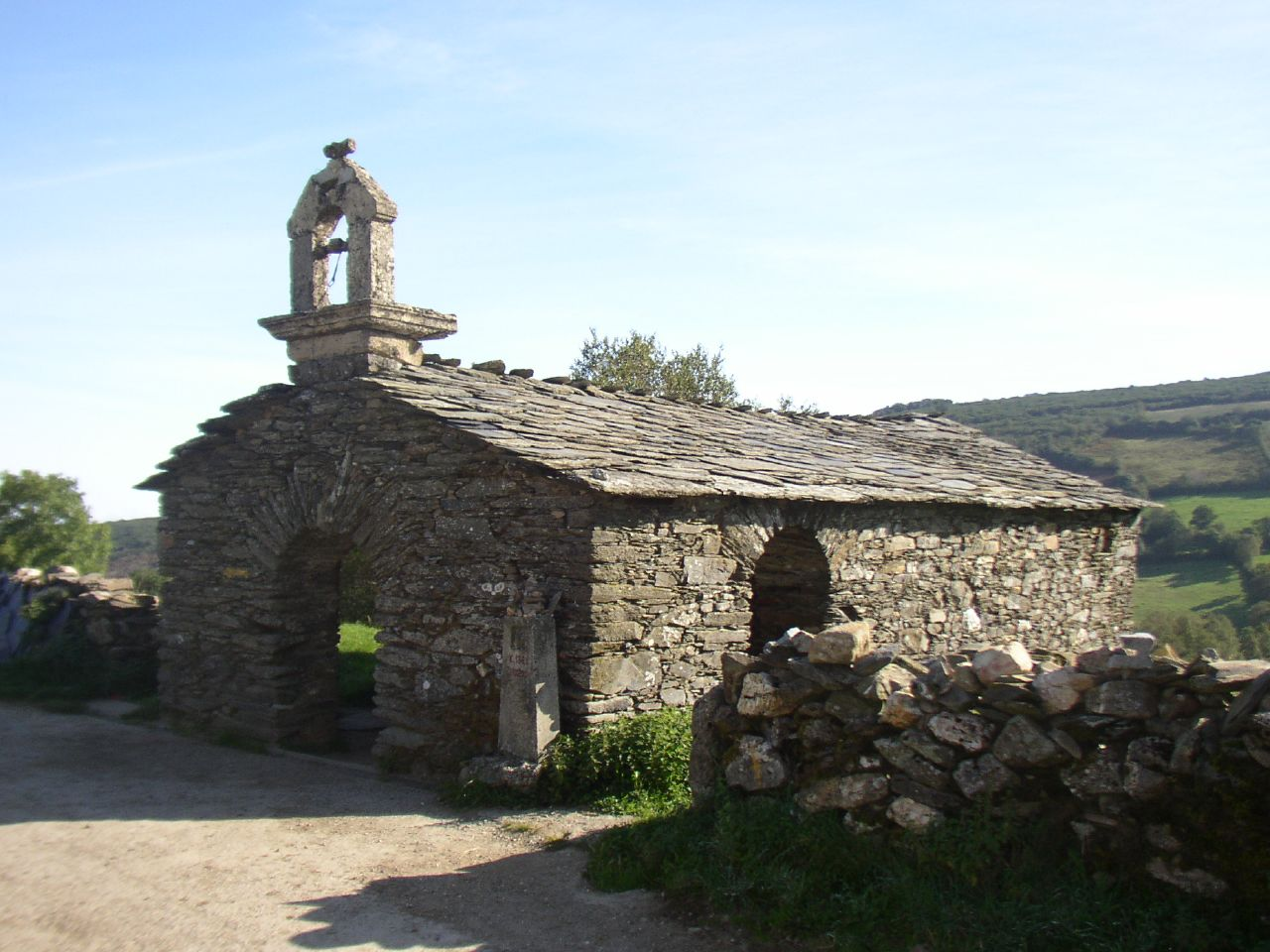
Ermitage de San Pedro à O Biduedo.

- La Grotte Eirós